# Course à la direction du Parti québécois de 1988
La course à la direction du Parti québécois de 1988 a pour but d'élire le chef du Parti québécois à la suite de la démission de Pierre Marc Johnson, le 10 novembre 1987.
Seul candidat annoncé, Jacques Parizeau est élu par acclamation le 18 mars 1988.

## Contexte
Lorsque Pierre Marc Johnson prend la relève du fondateur René Lévesque à la tête du parti, il propose de mettre de côté l'idéologie indépendantiste au profit de l'« affirmation nationale ». Son message ne réussit pas à convaincre une partie des militants et il préfère laisser sa place en démissionnant. Jacques Parizeau, ministre des Finances sous René Lévesque, est pressenti pour prendre sa relève. Il est effectivement élu par acclamation en mars 1988.

## Candidats

### Candidatures officielles
- Jacques Parizeau

### Candidatures pressenties
- Pauline Marois[2]